# Perigramma pura
Perigramma pura är en fjärilsart som beskrevs av Paul Dognin 1908. Perigramma pura ingår i släktet Perigramma och familjen mätare. Inga underarter finns listade i Catalogue of Life.